# Microterys longifuniculus
Microterys longifuniculus är en stekelart som först beskrevs av Girault 1932.  Microterys longifuniculus ingår i släktet Microterys och familjen sköldlussteklar. Inga underarter finns listade i Catalogue of Life.